# Löffler (Gießerfamilie)

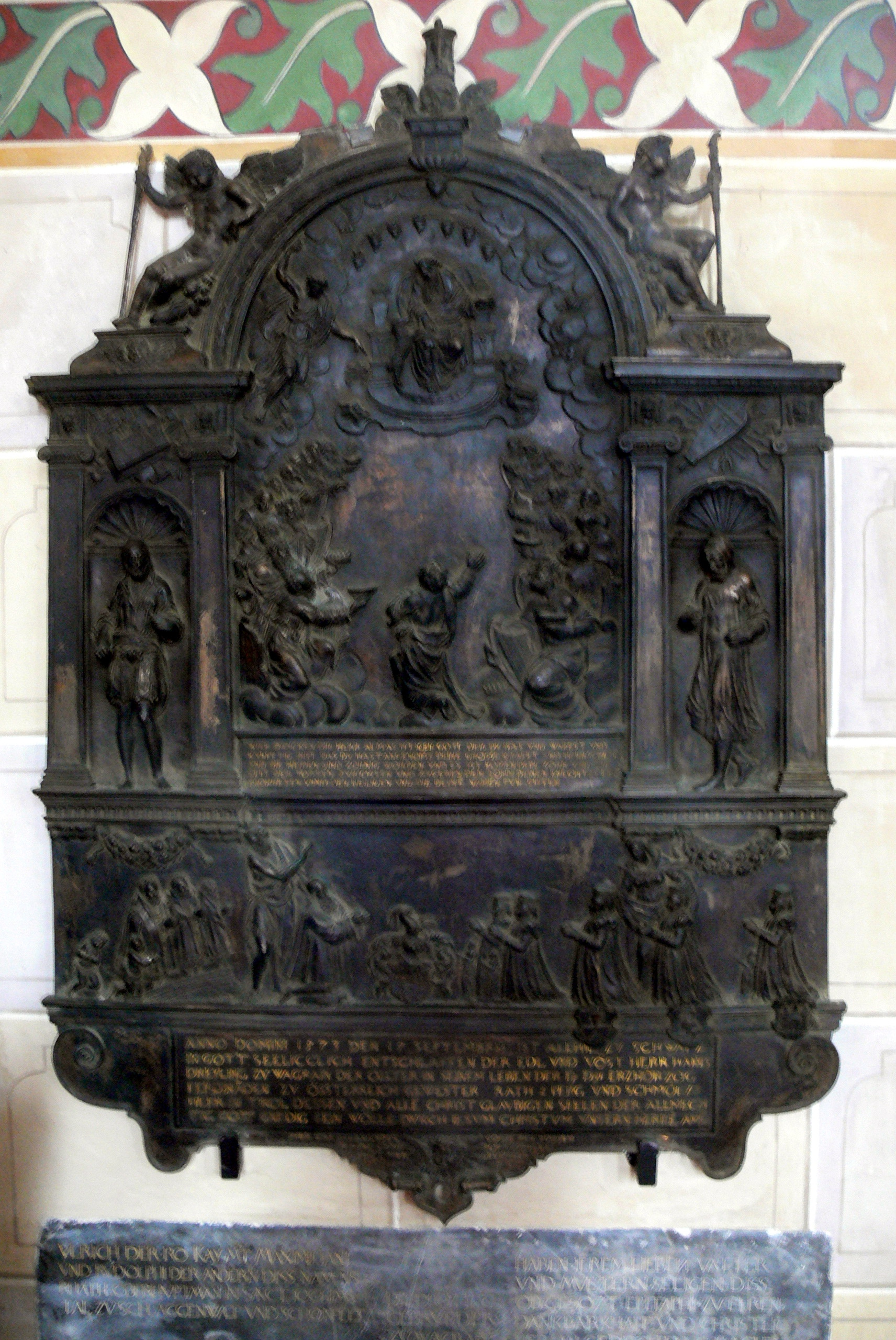
Epitaph für Hans Dreyling (1573) in der Stadtpfarrkirche von Schwaz von Christoph Löffler

Löffler war im 15. bis 17. Jahrhundert ein Tiroler Geschlecht von Glocken- und Büchsengießern.
Stammvater war Peter (* um 1468; † vor 1530), genannt Laiminger, kam aus Heiligkreuz (Quartier außerhalb der Stadt Feldkirch) und ist ab etwa 1486 in Hötting bei Innsbruck nachweisbar. Sein Sohn Wenzel war von 1512 bis 1521 noch in Feldkirch tätig. 1521 musste Wenzel Löffler auf Befehl des Kaisers eine Gusshütte in Stockach betreiben. 1503 übernahm Peter die kurz vorher gegründete Gusshütte am Gänsbühel in Hötting, wo er Glocken und die erste Statue für die Innsbrucker Hofkirche (Ferdinand von Portugal) goss. Besonders begehrt waren jedoch seine Kanonen, die weit über die Grenzen Tirols bekannt wurden.
Seit 1488 stand er gegen Jahressold in den Diensten von Erzherzog Sigmund, 1489 wurde er geadelt und nannte sich seither Löffler. Für Maximilian I. goss er das große Geschütz „Humbserin“. 1503 goss er die Glocke Maria Maximiliana für die Pfarrkirche in Schwaz. Seine Söhne waren Gregor und Alexander († vor 1543).
Gregor (* um 1490; † 1565) übernahm 1522 die Gusshütte.
Zwischen 1524 und 1544 stand er in den Diensten der Freien Reichsstadt Augsburg.
Er führte eine übersichtliche Einteilung der Geschützgattungen ein.
1539 ließ er sich neben der Gusshütte von Baumeister Gregor Türing einen Ansitz, das heutige Schloss Büchsenhausen, errichten.
1548–50 schuf er die Statue König Chlodwigs in der Hofkirche.
1556 verkaufte ihm das Stift Herrenchiemsee die Hofmark Stumm.
Die Glocke von St. Moritzen in Sand in Taufers trägt die Inschrift „Gregorii Löffler und seine zwen Sün Helias und Hanns Christoff Gossen mich Anno 1557“. 1561 schuf er mit seinen Söhnen das Geläut der Pfarrkirche hl. Nikolaus in Tannheim in Tirol. Helias starb 1610.
Hans Christof (ca. 1530–1595), der 1565 die Werkstatt seines Vaters Gregor übernahm, arbeitete viel für Alexander Colin.
Sein Sohn Christoph (1568–1623) beendete die Gießertätigkeit der Familie Löffler.
1605 kaufte Erzherzog Maximilian III. der Deutschmeister Gusshaus und Ansitz und verpachtete sie an den Büchsengießer Heinrich Reinhart.

## Bedeutende Glocken
| Land/Stadt/Ort                        | Name der Glocke                 | Gussjahr | Nominal | Durchmesser | Gewicht      | Bemerkungen/Inschriften |
| ------------------------------------- | ------------------------------- | -------- | ------- | ----------- | ------------ | --- |
| D – Konstanz - Konstanzer Münster     | Ursulaglocke                    | 1584     | h°      | 206,5       | 7.000 kg ca. | Sie ist die größte Löfflerglocke und die zweitgrößte Glocke im Konstanzer Münster; wurde von Hans Christof und seinem Sohn Christoph in Konstanz gegossen.                                                      |
| A – Schwaz                            | Maria Maximiliana               | 1503     | a°      | 189,0       | 4.508 kg     | Die große Glocke „Maria Maximiliana“ hängt im Neue Glockenturm der Pfarrkirche Maria Himmelfahrt. Sie ist die größte gotische Glocke Österreichs.                                                               |
| A – Festung Hohenwerfen - Glockenturm | Burgahnl                        | 1568     | c'      | 165,5       | 4.412 kg     | Das Burgahln (oder „Schoßahnl“) ist die 4412 kg schwere Glocke im Glockenturm der Festung Hohenwerfen. Sie wurde 1568 in Innsbruck von Hans Christoph Löffler gegossen.                                         |
| D – Konstanz - Konstanzer Münster     | Apostel                         | 1584     | cis'    | 168,1       | 3500 kg ca.  | Sie ist die zweitgrößte Glocke des historischen Geläutes; wurde von Hans Christof und seinem Sohn Christoph in Konstanz gegossen.                                                                               |
| A – Tannheim                          | Große Heligen und Wetter Glocke | 1561     | c'      | 161,0       | 2.800 kg ca. | Im Turm zu Tannheim läuten vier wertvolle Glocken der Gießerfamilie Löffler. Die Glocken wurden 1561 (c') bzw. 1580 (es' ges' c") gegossen.                                                                     |
| D – Konstanz - Konstanzer Münster     | Salve Regina                    | 1584     | dis'    | 141,7       | 2350 kg ca.  | Sie ist die drittgrößte Glocke des historischen Geläutes; wurde von Hans Christof und seinem Sohn Christoph in Konstanz gegossen.                                                                               |
| I – Feldthurns                        | Große Glocke                    | 1521     | d'      | 148,0       | 2.000 kg     | Die große Glocke im Pfarrturm ist die größte Löfflerglocke in Italien. Sie wurde von Peter Löffler und seinem Sohn Gregor 1521 gegossen. Inschrift: „PETER LAIMINGER UND GREGOR SEIN SUN GOS MICH 1521“.        |
| I – St. Micheal in Eppan              | Große Glocke                    | 1573     | d'      | 148,0       | 1.984 kg     | Sie ist die große Glocke im mächtigen Turm der kleinen Kirche zum heiligen Erzengel Michael im Dorfzentrum von St. Micheal.                                                                                     |
| A – Amras                             | Marienglocke                    | 1491     | cis'    | 141,2       | 1.900 kg ca. | Die große „Marienglocke“ der Pfarrkirche Amras ist die älteste existierende Löfflerglocke. Sie wurde von Peter Laiminger (Löffler) in seiner Gießerei Büchsenhausen in Hötting gegossen.                        |
| A – Sillian                           | Löfflerin                       | 1565     | d'      | 140,0       | 1.714 kg     | Die zweitgrößte Glocke der Dekanatspfarrkirche Mariä Himmelfahrt in Sillian. Sie wurde von Hans Christof Löffler in Arnbach bei Sillian gegossen.                                                               |
| I – Innichen                          | Dritte Glocke                   | 1556     | fis'    | 120,0       | 1.100 kg ca. | Diese Glocke läutet seit 2011 wieder, nachdem sie viele Jahre lang wegen eines Risses (gebildet 1890) stumm geblieben war. Jetzt läutet sie von Montag bis Samstag mittags beim Morgenangelus und Abendangelus. |